# Anna Federmesser
 (avril 2020).
Pour l’article homonyme, voir Federmesser.
Anna Konstantinovna (Niouta) Federmesser (russe : А́нна Константи́новна (Ню́та) Федерме́ссер), née le 11 mai 1977 à Moscou est une personnalité publique russe, à l'origine de la fondation Vera (ru) (2006), une des premières à intervenir en Russie pour donner plus d'humanité aux soins apportés aux personnes âgées ou en fin de vie. Elle dirige le centre multidisciplinaire de soins palliatifs de Moscou depuis 2016,. 
Elle est membre du conseil pour les questions de tutelle en matière sociale placé auprès du gouvernement de la fédération de Russie, pour le conseiller dans le domaine social.
Elle fait également partie de la direction du Front populaire panrusse. 